# Interpretaciones de las probabilidades
La palabra probabilidad ha sido utilizada en una variedad de maneras desde que esta fue primeramente aplicada al estudio matemático de juegos de posibilidad.  Algunas dudas que han surgido al respecto son: ¿La probabilidad mide la tendencia física real de que algo ocurra, o es una medida de cuan fuertemente uno cree que ocurrirá, o se basa en ambos elementos? Para responder tales preguntas, los matemáticos interpretan los valores de probabilidad de la teoría de probabilidad.
Hay dos categorías amplias de interpretaciones de las probabilidades las cuales pueden ser llamadas probabilidades "físicas" y "evidenciales".
- Las probabilidades físicas, también llamadas objetivas o probabilidades frecuentistas, están asociadas con sistemas físicos aleatorios tales como ruedas de ruleta,  dados lanzados y átomos radioactivos.  En tales sistemas, un tipo dado de evento (tal como un dado que cae en seis) tiende a ocurrir en una tasa persistente, o "frecuencia relativa", en una larga serie de pruebas.  Las probabilidades físicas explican, o se recurre a ellas para explicar, estas frecuencias estables. Las dos clases principales de teorías de probabilidad física son: la corriente frecuentista (tales como las de Venn, Reichenbach y von Mises) y la corriente de propensión (tales como las de Popper, Miller, Giere y Fetzer).[3][4]

- Las probabilidades evidenciales, también llamadas probabilidades bayesianas, pueden ser asignadas a cualquier declaración (cualquiera que sea), incluso cuando no se involucra ningún proceso aleatorio, como manera de representar su plausibilidad subjetiva, o el grado al cual la declaración es soportada por la evidencia disponible.  En la mayoría de los reportes, las probabilidades evidenciales son consideradas grados de creencia, definidas en términos de la disposición a apostar a ciertas posibilidades.  Las cuatro interpretaciones evidenciales principales son: la interpretación clásica (ej. Laplace's), la interpretación subjetiva (de Finetti y Savage), la interpretación epistémica o inductiva (Ramsey, Cox) y la interpretación lógica (Keynes[5] y Carnap).[6][7][8] También hay interpretaciones evidenciales de probabilidades que cubren grupos (propuestas por Gillies y Rowbottom), las cuales son a menudo etiquetadas como 'intersubjetivas' .

Algunas interpretaciones de probabilidad son asociadas con enfoques a inferencia estadística, incluyendo las teorías de estimación y pruebas de hipótesis.  La interpretación física, por ejemplo, es adoptada por seguidores de los métodos estadísticos "frecuentistas", como Ronald Fisher [dubious] , Jerzy Neyman y Egon Pearson. Los estadísticos de la escuela opuesta (bayesiana) típicamente aceptan la existencia e importancia de las probabilidades físicas, así como también consideran el cálculo de probabilidades evidenciales; de acuerdo a esta escuela, ambas son válidas y necesarias en estadísticas.  Este artículo, sin embargo, se enfoca en las interpretaciones de probabilidad más que en las teorías de inferencia estadística.
La terminología de este tema es bastante confusa, en parte porque las probabilidades son estudiadas dentro de una variedad de campos académicos. La palabra "frecuentista" es especialmente delicada. Para los filósofos se refiere a una teoría particular de probabilidad física, esta ha sido más o menos abandonada. Para los científicos, por otro lado, la "probabilidad frecuentista" es solo otro nombre para la probabilidad física (u objetiva). Quienes promueven la inferencia Bayesiana ven las "estadísticas frecuentistas" como un enfoque a la inferencia estadística que reconoce solamente las probabilidades físicas. También la palabra "objetivo", cuando se aplica a probabilidades, a veces significa exactamente lo que aquí significa "físico"; pero también es utilizada en probabilidades evidenciales que son establecidas por restricciones racionales, tales como las probabilidades lógicas y epistémicas.

Es aceptado de manera unánime que las estadísticas dependen de alguna manera en las probabilidades. Pero, en cuanto a lo que la probabilidad es y cómo está conectada con las estadísticas, raras veces ha habido tan completo desacuerdo y ruptura de comunicación desde la Torre de Babel. Sin duda, mucho del desacuerdo es meramente terminológico y desaparecería bajo un análisis suficientemente agudo. (Cita traducida de la fuente original)
(Savage, 1954, p 2)

## Filosofía
La filosofía de probablidades presenta problemas principalmente en asuntos de epistemología y en la interfaz incómoda entre conceptos matemáticos y el lenguaje común, tal como es usado por no-matemáticos. 
La teoría de probabilidades es un campo de estudio establecido en matemáticas.  Tiene sus orígenes en la correspondencia entre Blaise Pascal y Pierre de Fermat, en el siglo diecisiete, que discute las matemáticas de los juegos de azar (o de posibilidades), y fue formalizada y hecha axiomática como una rama distinta de matemáticas por Andréi Kolmogórov en el siglo veinte.  En forma axiomática, las declaraciones matemáticas acerca de teoría de probabilidades conllevan la misma clase de confianza epistemológica, dentro de la filosofía de las matemáticas, como lo conllevan en otras declaraciones matemáticas.
El análisis matemático originado en observaciones del comportamiento del equipamiento de juego, tales como naipes y dados, los cuales están diseñados específicamente para introducir elementos aleatorios e igualados; en términos matemáticos, son sujetos de indiferencia.  Esta no es la única manera en que se utilizan las declaraciones probabilísticas en el lenguaje humano común: cuando las personas dicen que "probablemente lloverá", típicamente no quieren decir que "el resultado de lluvia versus no-lluvia es un factor aleatorio que actualmente favorecen las posibilidades"; en cambio, tales declaraciones quizás son mejor entendidas como la calificación de su expectativa de lluvia con un grado de confianza.  Así mismo, cuando  se escribe que "la explicación más probable" del nombre de Ludlow (Massachusetts) es "que fue nombrado así en honor a Roger Ludlow", lo que se quiere decir aquí no es que "Roger Ludlow está favorecido por un factor aleatorio", sino que esta es la explicación más plausible de la evidencia, la cual admite otras explicaciones menos probables.
Thomas Bayes intentó proporcionar una lógica que pudiera manejar grados variables de confianza; como tal, la probabilidad bayesiana es un intento de reutilizar la representación de declaraciones probabilísticas como una expresión del grado de confianza por el cual las creencias que se expresan se sostienen.
Aunque la probabilidad inicialmente tuvo motivaciones un poco mundanas, su influencia moderna y uso es extendido, variando de medicina basada en hechos, a  seis sigma, pasando por la prueba verificable probabilísticamente  y el paisaje de la teoría de cuerdas.
|                     | Clásico                                 | Frecuentista                        | Subjetivo                       | Propensión                  |
| ------------------- | --------------------------------------- | ----------------------------------- | ------------------------------- | --------------------------- |
| Hipótesis principal | Principio de indiferencia               | Frecuencia de ocurrencia            | Grado de creencia               | Grado de conexión causal    |
| Base conceptual     | Simetría hipotética                     | Datos pasados y clase de referencia | Conocimiento e intuición        | Estado presente del sistema |
| Enfoque conceptual  | Conjetural                              | Empírico                            | Subjetivo                       | Metafísico                  |
| Caso único posible  | Sí                                      | No                                  | Sí                              | Sí                          |
| Preciso             | Sí                                      | No                                  | No                              | Sí                          |
| Problemas           | Ambigüedad en principio de indiferencia | Definición circular                 | Problema de clase de referencia | Concepto cuestionado        |

## Definición clásica
El primer intento en rigor matemático en el campo de probabilidad, abanderado por Pierre-Simon Laplace, es conocido ahora como la definición clásica. Desarrollado a partir de estudios de juegos de azar/posibilidad (como lanzar dados). Esta declara que la probabilidad está compartida igualmente entre todos los resultados posible; proporcionados estos resultados pueden ser considerados igualmente probables. (3.1)

La teoría de posibilidad (azar) consiste en la reducción de todos los eventos del mismo tipo a un cierto número de casos igualmente posibles, eso es decir, a tal punto que podemos estar igualmente indecisos acerca de lo que respecta a su existencia, y en la determinación del número de casos favorables al evento cuya probabilidad es vista. La proporción (o razón) de este número con respecto a todos los posibles casos es la medida de su probabilidad, la cual es por tanto simplemente una fracción cuyo numerador es el número de casos favorables y cuyo denominador es el número de todos los casos posibles. (Traducido de la fuente original)
Pierre-Simon Laplace A Philosophical Essay on Probabilities

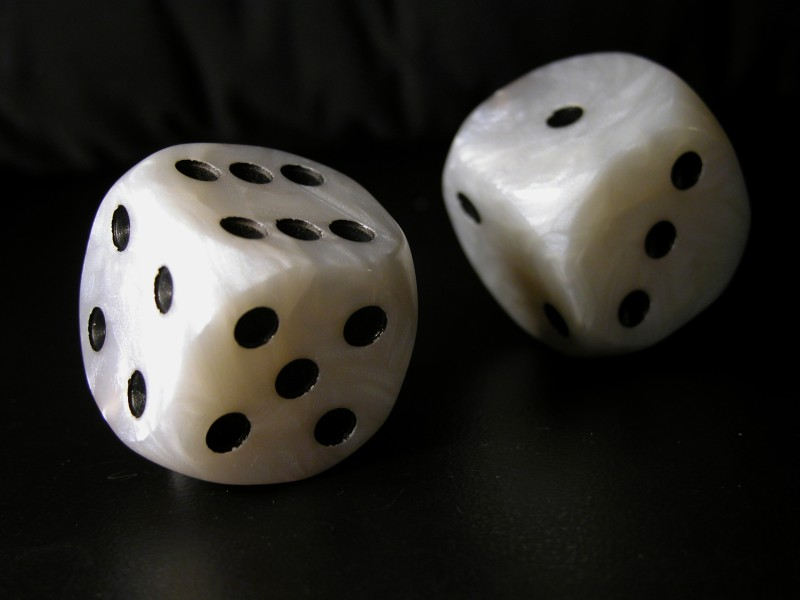
La definición clásica de probabilidad funciona bien para situaciones con solamente un número finito de resultados igualmente probables.

Esto puede ser representado matemáticamente como sigue:
Si un experimento aleatorio puede resultar en N resultados mutuamente exclusivos e igualmente probables y si NA de estos resultados resulta en la ocurrencia del evento A, la probabilidad de A  está definido por
{\displaystyle P{\Bigl (}A{\Bigr )}=N_{A}/N}
Hay dos limitaciones claras a la definición clásica. En primer lugar, es aplicable a situaciones en que hay solamente un número 'finito' de resultados posibles; sin embargo, algunos experimentos aleatorios importantes, como lanzar una moneda hasta que caiga cara, da lugar a un conjunto infinito de resultados. Y en segundo lugar, se necesita determinar por adelantado que todos los resultados posibles son igualmente probables sin confiar en la noción de probabilidad para evitar circularidad—por ejemplo, por consideraciones de simetría.

## Frecuentismo

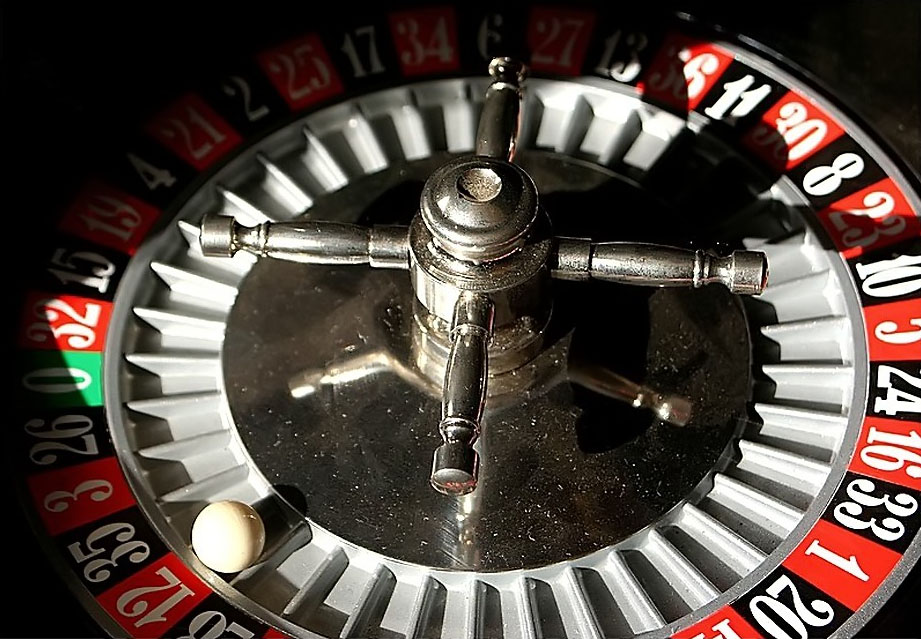
Para los frecuentistas, la probabilidad de que la bola caiga en cualquier hueco puede ser determinada solamente por pruebas repetidas en las cuales el resultado observado converge a la probabilidad subyacente a la larga.

Los frecuentistas postulan que la probabilidad de un evento es su frecuencia relativa en el tiempo, (3.4) i.e. su frecuencia relativa de ocurrencia después de repetir un proceso un número grande de veces bajo condiciones similares. Esto también es conocido como probabilidades aleatorias.  Se asume que los eventos son gobernados por algunos fenómenos físicos aleatorios, los cuales son cualesquier fenómenos que son predecibles, en principio, con información suficiente (ver determinismo); o fenómenos los cuales son esencialmente impredecibles. Los ejemplos del primer tipo incluyen lanzar dados o girar la rueda de una ruleta; un ejemplo del segundo tipo es la desintegración radioactiva. En el caso de lanzar una moneda, los frecuentistas dicen que la probabilidad de conseguir una cara es 1/2, no porque hay dos resultados igualmente probables sino porque series repetidas de números grandes de pruebas demuestran que la frecuencia empírica converge al límite 1/2 cuando el número de pruebas tiende al infinito.
Si  denotamos por {\displaystyle n_{a}}al número de ocurrencias de un evento {\displaystyle {\mathcal {A}}} en {\displaystyle \textstyle n} pruebas, entonces si {\displaystyle \lim _{n\to +\infty }{n_{a} \over n}=p} decimos que {\displaystyle \textstyle P({\mathcal {A}})=p} .
La perspectiva de los frecuentistas tiene sus propios problemas. Es imposible, por supuesto, realizar una infinidad de repeticiones de un experimento aleatorio para determinar la probabilidad de un evento. Pero si solamente se realizan un número finito de repeticiones del proceso, aparecerán diferentes frecuencias relativas en diferentes series de pruebas. Si estas frecuencias relativas son para definir la probabilidad, entonces la probabilidad será ligeramente diferente cada vez que es medida. Pero la probabilidad real debería ser la misma cada vez. Si reconocemos el hecho de que solamente podemos medir una probabilidad con algún error de medición atado, todavía estamos en problemas, ya que el error de la medición solo puede ser expresado como una probabilidad, lo cual es el mero concepto que estamos intentando definir. Esto hace que incluso la definición de frecuencia sea circular; ver por ejemplo “¿Cuál es la Posibilidad  de un Terremoto?”

## Subjetivismo

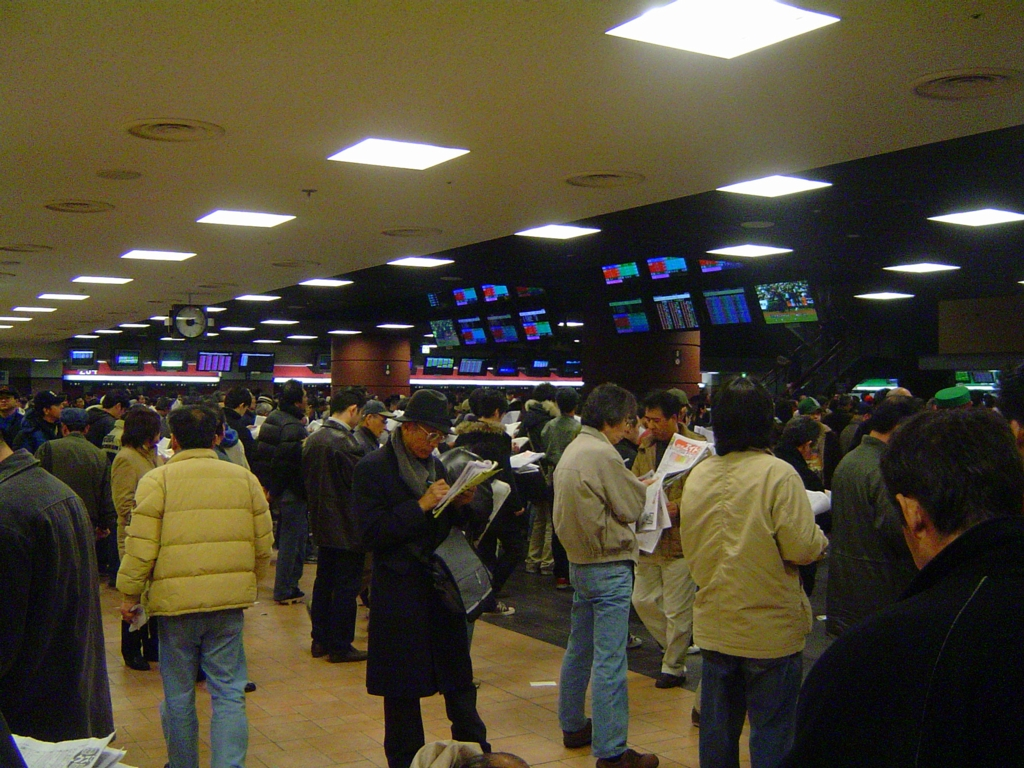
Las posibilidades de los juegos de apuestas reflejan el promedio del "grado de creencia" del apostador en el resultado.

Los subjetivistas, también conocidos como Bayesianos o seguidores de la probabilidad epistémica, dan la noción de probabilidad a un estado subjetivo por considerarlo como una medida del 'grado de creencia' del individuo evaluando la incertidumbre de una situación particular. La probabilidad epistémica o subjetiva es a veces llamada creencia, a diferencia del término posibilidad para una probabilidad de propensión.
Algunos ejemplos de probabilidad epistémica son: asignar una probabilidad a la proposición de que una ley propuesta de física sea cierta; y determinar qué tan probable es que un sospechoso cometió un delito, basado en la evidencia presentada.
Las posibilidades de los juego de apuestas no reflejan la creencia de las casas de apuesta en un probable ganador, sino más bien la creencia de los otros apostantes, porque los apostantes de hecho están apostando uno contra otro. Las posibilidades son fijadas en base a cuántas personas han apostado a un posible ganador, de modo que incluso si los jugadores con altas posibilidades siempre ganan, la casa de apuestas siempre obtendrá sus porcentajes.
El uso de probabilidades bayesianas eleva el debate filosófico en cuanto a si esta puede contribuir justificaciones válidas de creencia.
Los bayesianos apuntan al trabajo de Ramsey (p 182) y de Finetti (p 103) en calidad de prueba de que las creencias subjetivas tienen que seguir las leyes de probabilidad para ser coherentes.  La evidencia genera duda de que los humanos tendrán creencias coherentes.
El uso de probabilidad bayesiana implica especificar una probabilidad ''a priori''. Esta puede ser obtenida a partir de considerar si la probabilidad a priori requerida es mayor o menor que una probabilidad de referencia asociada con un modelo a boca de urna o un experimento mental.  El asunto es que para un problema dado, podrían aplicar múltiples experimentos mentales, y elegir uno es un asunto de juicio: personas diferentes pueden asignar probabilidades a priori diferentes, esto es conocido como el problema de clase de referencia. El "problema de la puesta de sol" proporciona un ejemplo.

## Propensión
Los teóricos de propensión piensan en la probabilidad como la propensión física, o disposición, o tendencia de un tipo dado de situación física de producir un resultado de un cierto tipo, o de producir una frecuencia relativa de largo plazo de dicho resultado. Esta clase de probabilidad objetiva es llamada a veces 'posibilidad'.
Propensiones, o posibilidades, no son frecuencias relativas, sino las causas presuntas de las frecuencias relativas estables observadas.  Se recurre a las propensiones para explicar por qué la repetición de una cierta clase de experimento generará tipos de resultados dados en tasas persistentes, los cuales son conocidos como propensiones o posibilidades. Los frecuentistas son incapaces de tomar este enfoque, ya que las frecuencias relativas no existen para lanzamientos únicos de una moneda, sino solo para grandes conjuntos o colectivos (ver "caso único posible" en la tabla superior). En contraste, un propensista es capaz de utilizar la ley de los grandes números para explicar el comportamiento de frecuencias de largo plazo.  Esta ley, la cual es una consecuencia de los axiomas de probabilidad, dice que si (por ejemplo) una moneda es lanzada repetidamente muchas veces, de tal manera que su probabilidad de que caiga cara es igual en cada lanzamiento, y los resultados son probabilísticamente independientes, entonces la frecuencia relativa de "caras" será cercana a la probabilidad de "caras" en cada lanzamiento único.  Esta ley permite que frecuencias estables de plazo sean una manifestación de las probabilidades de casos únicos invariables. Además de explicar la aparición de frecuencias relativas estables, la idea de propensión es motivada por el deseo de hacer que tengan sentido las atribuciones de probabilidad de caso único en mecánica cuántica, tal como la probabilidad de desintegración de un átomo particular en un tiempo particular.
El reto principal que afrontan las teorías de propensión es decir exactamente qué significa propensión (y entonces, naturalmente, mostrar que la propensión así definida tiene las propiedades requeridas).  Actualmente, desafortunadamente, ninguna de las definiciones más reconocidas de propensión se acerca a cumplir este reto.
Una teoría de propensión de probabilidad fue dada por Charles Sanders Peirce. Una teoría de propensión más tardía fue propuesta por el filósofo Karl Popper, quién, sin embargo, tuvo solo un leve acercamiento con los escritos de C. S. Peirce. Popper notó que el resultado de un experimento físico es producido por un conjunto de ciertas "condiciones generadoras".  Cuando  repetimos un experimento, realmente realizamos otro experimento con un conjunto de condiciones generadoras (más o menos) similar.  Para decir que un conjunto de condiciones generadoras tiene propensión p de producir el resultado E significa que esas condiciones exactas, si son repetidas indefinidamente, producirían una secuencia de resultados en la cual E ocurrió con frecuencia relativa limitante p.  Para Popper entonces, un experimento determinista tendría propensión 0 o 1 para cada resultado, ya que esas condiciones generadoras tendrían el mismo resultado en cada prueba. En otras palabras, propensiones no triviales (las que difieren de 0 y 1) solo existen para experimentos no-deterministas genuinos.
Un número de otros filósofos, incluyendo David Miller y Donald A. Gillies, han propuesto teorías de propensión un poco similares a la de Popper.
Otros teóricos de propensión (por ej. Ronald Giere) no definen explícitamente las propensiones en absoluto, sino que ven la propensión como es definida por la función teórica  que juega en la ciencia.  Ellos argumentaron, por ejemplo, que las magnitudes físicas como la carga eléctrica tampoco puede ser explícitamente definida, en términos de cosas más básicas, sino solo en términos de lo que hacen (como atraer y repeler otras cargas eléctricas).  En una manera similar, la propensión es cualquier cosa que llena las varias funciones que la probabilidad física juega en la ciencia.
¿Qué roles  juega la probabilidad física en la ciencia? ¿Cuáles son sus propiedades?  Una propiedad central de la posibilidad es que, cuando es conocida, esta restringe la creencia racional de tomar el mismo valor numérico.  David Lewis le llamó a esto el Principio Principal, (3.3 & 3.5) un término que los filósofos han adoptado mayoritariamente. Por ejemplo, suponga que está seguro de que una moneda alterada particular tiene propensión 0.32 de caer en cara cada vez que es lanzada.  Entonces ¿cuál es el precio correcto para una apuesta que paga $1 si la moneda cae en cara, y nada si cae de otra manera?  Según el Principio Principal, el precio justo es 32 céntimos .

## Probabilidad lógica, epistémica, e inductiva
Es ampliamente reconocido que el término "probabilidad" es algunas veces utilizado en contextos donde no tiene nada que ver con la aleatoriedad física.  Considere, por ejemplo, la aseveración de que la extinción de los dinosaurios fue probablemente causado por un meteorito grande que golpeó la tierra.  Declaraciones tales como "la hipótesis H es probablemente verdadera" han sido interpretadas para significar que la evidencia empírica de la que se dispone actualmente (llamémosla E) respalda a H en un alto grado.  Este grado de soporte de H por E se ha llamado la probabilidad lógica de H dado E, o la probabilidad epistémica de H dado E, o la probabilidad inductiva de H dado E.
Las diferencias entre estas interpretaciones son bastante pequeñas, y pueden parecer intrascendentes. Uno de los principales puntos de  desacuerdo yace en la relación entre probabilidad y creencia.  Las probabilidades lógicas están concebidas (por ejemplo en Un Tratado sobre Probabilidad de Keynes) para ser objetivas, relaciones lógicas entre proposiciones (o frases), y por tanto, no para depender de ninguna manera en creencias.  Las probabilidades lógicas son grados  de consecuencia lógica, no grados de creencia (ellas, no obstante, dictan grados apropiados de creencia, como es discutido posteriormente).  Frank P. Ramsey, por otro lado, era escéptico sobre la existencia de tales relaciones lógicas objetivas y argumentó que la probabilidad (evidencial) es "la lógica de creencia parcial" (p 157).  En otras palabras, Ramsey mantuvo que las probabilidades epistémicas sencillamente son grados de creencia racional, más que ser relaciones lógicas que meramente restringen grados de creencia racional.
Otro punto de desacuerdo concierne a la unicidad de la probabilidad evidencial, relativo a un estado dado del conocimiento.  Rudolf Carnap mantuvo, por ejemplo, que los principios lógicos siempre determinan una probabilidad lógica única para cualquier declaración, relativa a cualquier cuerpo de evidencia.  Ramsey, en contraste, pensaba que aunque los grados de creencia están sujetos a algunas restricciones racionales (tales como, pero no limitadas a, los axiomas de probabilidad); estas restricciones usualmente no determinan un valor único.  Los racionalistas, en otras palabras, pueden diferir, un tanto, en sus grados de creencia, incluso si todos ellos tienen la misma información.

## Predicción
Una descripción alternativa de la probabilidad enfatiza el rol de predicción – predicción de observaciones futuras en base de observaciones pasadas, no en parámetros inobservables. En su forma moderna, está principalmente en la escuela bayesiana. Esta era la función principal de las probabilidades antes del siglo XX; pero decayó comparado al enfoque paramétrico, el cual modelaba fenómenos como un sistema físico que era observado con error, tal como en la mecánica celeste.
El enfoque predictivo moderno fue promovido por Bruno de Finetti, con la idea central de la intercambiabilidad – las observaciones futuras deberían comportarse como observaciones pasadas. Esta perspectiva llamó la atención del mundo anglófono con la traducción del libro de Finetti en 1974.  Desde entonces ha sido propuesto por tales estadísticos, como Seymour Geisser.

## Probabilidad axiomática
Las matemáticas de probabilidades pueden ser desarrolladas en una base enteramente axiomática que es independiente de cualquier interpretación: ver los artículos sobre teoría de probabilidad y axiomas de probabilidad para un tratamiento detallado.

## Lecturas recomendadas
- Cohen, L (1989). An introduction to the philosophy of induction and probability. Oxford New York: Clarendon Press Oxford University Press. ISBN 978-0198750789.
- Eagle, Antony (2011). Philosophy of probability : contemporary readings. Abingdon, Oxon New York: Routledge. ISBN 978-0415483872.
- Gillies, Donald (2000). Philosophical theories of probability. London New York: Routledge. ISBN 978-0415182768.  Una monografía completa que cubre las cuatro principales interpretaciones actuales: lógica, subjetiva, frecuencia, propensión. También propone una nueva interpretación intersubjetiva.
- Hacking, Ian (2006). The emergence of probability : a philosophical study of early ideas about probability, induction and statistical inference. Cambridge New York: Cambridge University Press. ISBN 978-0521685573.
- Paul Humphreys, ed. (1994) Patrick Suppes: Scientific Philosopher, Síntesis de Biblioteca, Salmer-Verlag.
  - Vol. 1: Probability and Probabilistic Causality.
  - Vol. 2: Philosophy of Physics, Theory Structure and Measurement, and Action Theory.
- Jackson, Frank, y Robert Pargetter (1982) "Physical Probability as a Propensity," Noûs 16(4): 567@–583.
- Khrennikov, Andrei (2009). Interpretations of probability (2nd edición). Berlin New York: Walter de Gruyter. ISBN 978-3110207484.  Cubre mayoritariamente modelos de probabilidad no-Kolmogorov, particularmente con respecto a física cuántica.
- Lewis, David (1983). Philosophical papers. New York: Oxford University Press. ISBN 978-0195036466.
- Plato, Jan von (1994). Creating modern probability : its mathematics, physics, and philosophy in historical perspective. Cambridge England New York: Cambridge University Press. ISBN 978-0521597357.
- Rowbottom, Darrell (2015). Probability. Cambridge: Polity. ISBN 978-0745652573.  Una introducción altamente accesible a la interpretación de probabilidad. Cubre todas las interpretaciones principales, y propone una interpretación de nivel de grupo novedoso (o 'intersubjetivo'). También cubre falacias y aplicaciones de interpretaciones en las ciencias sociales y naturales.
- Skyrms, Brian (2000). Choice and chance : an introduction to inductive logic. Australia Belmont, CA: Wadsworth/Thomson Learning. ISBN 978-0534557379.